# Damir Martin

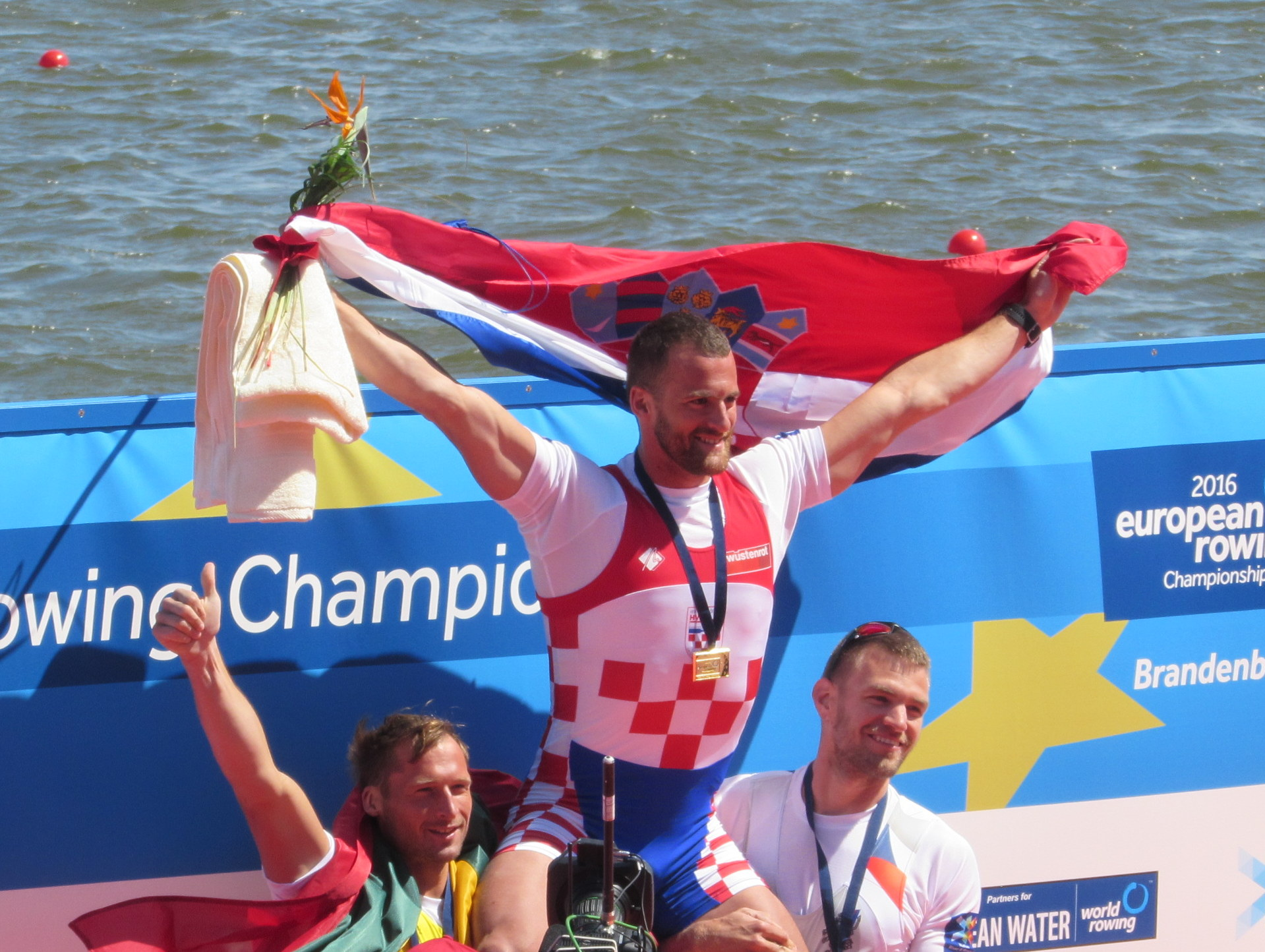
Damir Martin nach der Siegerehrung bei der EM 2016 auf den Schultern des zweitplatzierten Mindaugas Griškonis und des drittplatzierten Ondřej Synek

Damir Martin (* 14. Juli 1988 in Vukovar) ist ein kroatischer Ruderer, der zwei olympische Silbermedaillen und eine olympische Bronzemedaille gewann.

## Sportliche Karriere
Martin begann 1999 mit dem Rudersport. Er war Vierter im Vierer ohne Steuermann bei den Junioren-Weltmeisterschaften 2005, ein Jahr später bei den Junioren-Weltmeisterschaften 2006 belegte er zusammen mit Valent Sinković im Doppelzweier den zweiten Platz hinter dem dänischen Boot. Bei den U23-Weltmeisterschaften 2007 trat er im Einer an und erreichte den vierten Platz. Bei den Ruder-Weltmeisterschaften 2007 startete er im Achter, der den 14. Rang belegte. Martin trat bei den Ruder-Europameisterschaften 2008 im Doppelvierer an und ruderte auf den sechsten Platz.
2009 trat Martin bei der ersten Weltcupregatta in Banyoles mit David Šain im Doppelzweier an, die beiden erreichten den vierten Platz. Bei der zweiten Weltcupregatta in München siegte der kroatische Doppelvierer mit David Šain, Martin Sinković, Damir Martin und Valent Sinković. In dieser Besetzung siegte das Boot auch bei den U23-Weltmeisterschaften, bei den Ruder-Weltmeisterschaften 2009 kamen die Kroaten als viertes Boot ins Ziel.
2010 siegten die vier Kroaten bei allen drei Weltcupregatten sowie bei den U23-Weltmeisterschaften. Nach einem zweiten Platz hinter dem polnischen Boot bei den Ruder-Europameisterschaften 2010 gewannen die Kroaten bei den Ruder-Weltmeisterschaften 2010 in Neuseeland den Titel. 2011 belegten die Kroaten im Weltcup die Plätze 2, 1 und 5, bei den Ruder-Weltmeisterschaften 2011 erhielt das Boot die Bronzemedaille hinter den Booten aus Australien und Deutschland. 2012 gewann der kroatische Doppelvierer alle drei Weltcup-Regatten, bei den Olympischen Spielen in London erhielt er die Silbermedaille hinter dem deutschen Boot.
Bei den Ruder-Weltmeisterschaften 2013 in Chungju gewann Martin mit dem kroatischen Doppelvierer Gold vor Deutschland und dem Vereinigten Königreich. Nach einer Unterbrechung 2014 kehrte Damir Martin 2015 zurück. Zum Weltcup-Auftakt in Bled unterlag er im Einer gegen den Kubaner Ángel Fournier, bei den Europameisterschaften in Posen siegte Martin vor Ondřej Synek und Olaf Tufte. Den Europameistertitel konnte Martin 2016 erfolgreich verteidigen. Bei den Olympischen Spielen 2016 in Rio de Janeiro lieferte sich Martin ein äußerst knappes Duell mit dem Neuseeländer Mahé Drysdale, die Auswertung des Zielfilms ergab einen minimalen Vorsprung für Drysdale, Damir Martin erhielt die Silbermedaille. Ebenfalls Silber gewann Martin im Mai 2017 bei den Europameisterschaften in Račice u Štětí, vor heimischem Publikum gewann Synek den Titel. im gleichen Jahr belegte er den vierten Platz bei den Weltmeisterschaften. Nach einem schwächeren Jahr 2018 erreichte Martin 2019 den fünften Platz bei den Europameisterschaften. Bei den Weltmeisterschaften in Linz/Ottensheim belegte er den achten Platz. 2021 ruderte Martin auf den fünften Platz bei den Europameisterschaften. Bei den Olympischen Spielen in Tokio gewann er die Bronzemedaille mit einer Sekunde Rückstand auf den zweitplatzierten Norweger Kjetil Borch und 0,15 Sekunden Vorsprung auf den viertplatzierten Dänen Sverri Sandberg Nielsen. Seine beste internationale Platzierung danach war der sechste Platz bei den Weltmeisterschaften 2023. Bei den Olympischen Spielen 2024 in Paris wurde Martin Fünfter im B-Finale und damit Elfter der Gesamtwertung im Einerwettbewerb.